# 大石田町立歴史民俗資料館
大石田町立歴史民俗資料館（おおいしだちょうりつれきしみんぞくしりょうかん）は、山形県北村山郡大石田町にある資料館である。

## 概要
最上川舟運と江戸時代に中継地として栄えた大石田河岸の資料の他、松尾芭蕉、斎藤茂吉、金山平三、小松均などが大石田に残した作品を展示している。資料館内には斎藤茂吉が大石田疎開中の1946年1月から2年間住んだ建物、"聴禽書屋（ちょうきんしょおく）”も存在する。

## 入館料[2]
- 個人
  - 一般 100円、学生 70円、小中学生 50円
- 団体（20人以上）
  - 一般 80円、高校生 60円、小中学生 40円

## 開館時間[2]
- 10:00 - 16:30

## 休館日[2]
- 毎週月曜日（月曜日が国民の祝日の場合は開館）
- 祝日の翌日
- 年末年始（12月29日〜1月3日）
- 展示替えの期間

## 交通
- JR東日本奥羽本線・大石田駅から徒歩10分[5]。
- 駐車場あり。